# Masalia bimaculata
Masalia bimaculata är en fjärilsart som beskrevs av Moore 1888. Masalia bimaculata ingår i släktet Masalia och familjen nattflyn. Inga underarter finns listade i Catalogue of Life.